# アルドゥイーノ・ディヴレーア

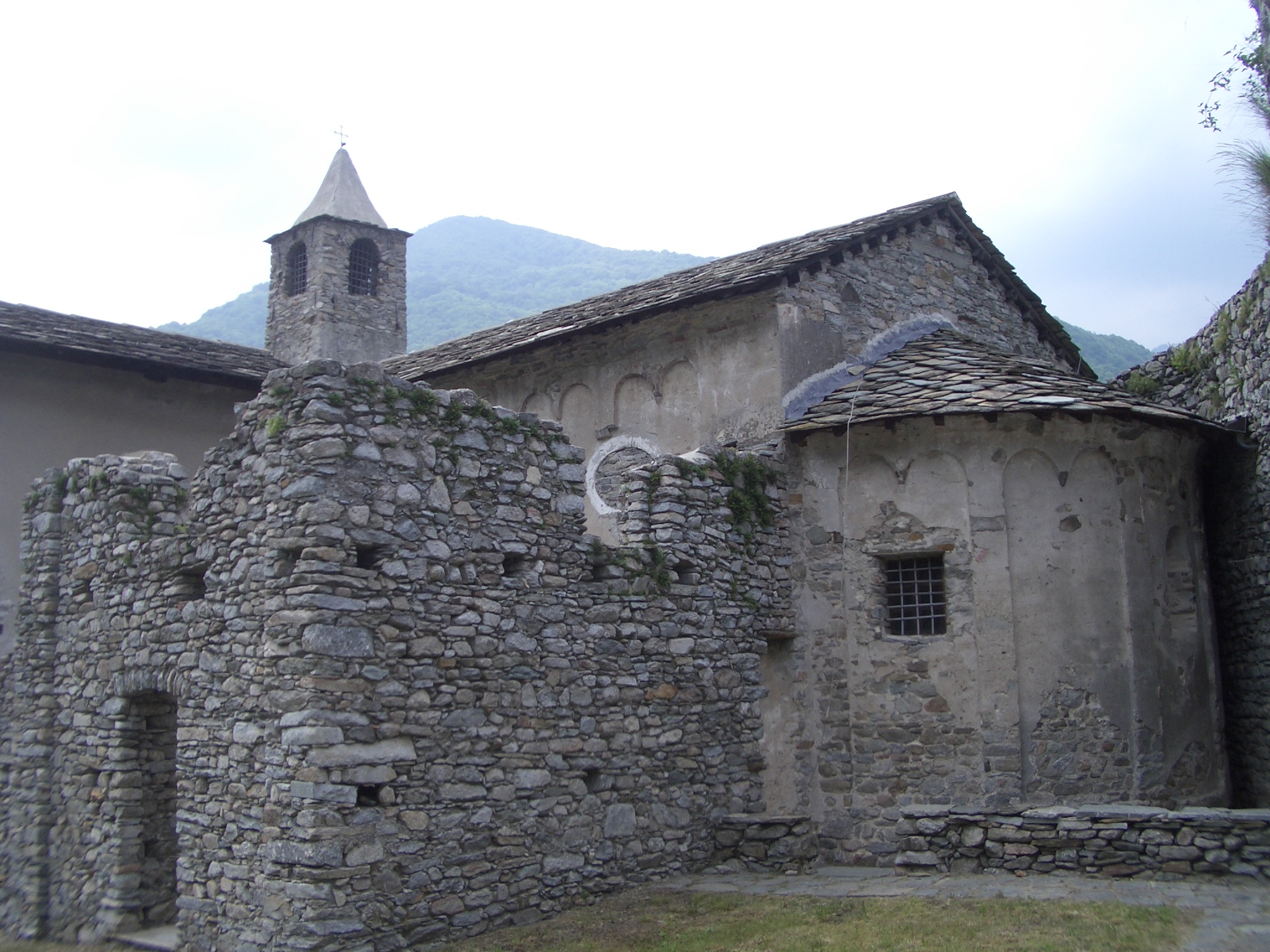
スパローネのサンタ・クローチェ要塞教会。スパローネ要塞またはアルドゥイーノ要塞としても知られ、伝説によると、アルドゥイーノがここで皇帝ハインリヒ2世に抵抗したという。

アルドゥイーノ・ディヴレーア（Arduino d'Ivrea, 955年 - 1015年12月14日）は、イヴレーア辺境伯（在位：990年頃 - 1015年）およびイタリア王（在位：1002年 - 1014年）。

## 生涯
アルドゥイーノは955年頃生まれ、母方の祖父トリノ辺境伯アルドゥイーノ（禿頭伯）から名付けられた。父親のポンビア伯ダドーネ（en）は、イタリア王ベレンガーリオ2世の甥であった。
990年、アルドゥイーノは親族であったコッラードの跡を継いでイヴレーア辺境伯となった。コッラードはベレンガーリオ2世の息子で、トリノ辺境伯アルドゥイーノの娘と結婚していた。アルドゥイーノがオットー3世に任命されて辺境伯となったのか、それともコッラードの後継者として辺境伯を継いだのかは不明である。950年のベレンガーリオ2世による再編成以降、イヴレーア辺境伯領はブルガリア（it）、イヴレーア、ロメッロ、オッソラ、ポンビア、スタッツォーナおよびヴェルチェッリの各伯領、イヴレーア、ノヴァーラ、ヴェルチェッリおよびヴィジェーヴァノの各教区、およびパヴィーアとミラノの教区の一部からなっていた。
997年、アルドゥイーノはヴェルチェッリ司教を殺害したことで破門された。
アルドゥイーノは1002年にオットー3世が死去した後にイタリア王となったが、ハインリヒ2世も王位を主張した。アルドゥイーノは最初、「パヴィーアのロンバルド人に選ばれ、皆よりカエサルと呼ばれた」という。一方、ラヴェンナ大司教フリードリヒに率いられた教会勢は、新ドイツ王ハインリヒ2世側についた。ハインリヒ2世はケルンテン公オットー1世を送り、ヴェローナ辺境伯としてアルドゥイーノと対峙させたが、アルドゥイーノはファブリカの会戦で勝利した。
ハインリヒ2世は1004年3月にドイツを発ち、大軍でイタリアを占領し、同年4月9日にトレントに到着した。ハインリヒはアルドゥイーノとヴェローナ近くで会ったが、アルドゥイーノはそこに自分のかつての支持者がほとんど現れなかったことに失望した。ハインリヒはイタリアの首都であったパヴィアに入り、5月14日にサン・ミケーレ教会で王として戴冠した後、アルドゥイーノをかくまったこの都市を焼却した。このことで、「イタリア人は皆これに恐れをなし、同時に非常におびえた。アルドゥイーノへの信頼はこの時より薄れ、ハインリヒ2世の権力はいたるところに広まった」という。アルドゥイーノは裏切った者たちに復讐をした。
ミラノ大司教アルヌルフォ（en）によると、彼は、
「ヴェルチェッリを占領し、ノヴァーラを包囲し、コモを占領し、彼に敵対した多くの都市を破壊した。最終的に（1014年 - 1015年）、疲れ果て病気になり、王国を奪われ、フルットゥアーリア修道院（en）で満足した。そこで、祭壇の上にレガリアを置き、貧者の衣をまとって眠りについた（1015年12月14日に死去した）。」
彼の死後、イヴレーア辺境伯領は解体された。
彼の名は、オープンソースハードウェアプラットフォーム「Arduino」の名称のもととなっている。

## 子女
アルドゥイーノはエステ家のミラノ辺境伯オベルト2世の娘、もしくはトスカーナ辺境伯ウベルトの娘とみられるベルタと結婚し、3男をもうけた。
- アルドゥイーノ2世（アルディチーノ） - イヴレーア伯
- オットーネ
- グイベルト

子孫から後のイヴレーア伯、および、アリエ、ブロッソ、カステッラモンテ、フロント、リヴァローロの伯が出た。